# San Buenaventura revela el crucifijo a santo Tomás de Aquino
San Buenaventura revela el crucifijo a santo Tomás de Aquino era un cuadro de Francisco de Zurbarán pintado en 1629. La obra estaba pintada al óleo sobre lienzo y medía 226 cm de alto por 256 cm de ancho. Estaba firmada y fechada por el autor cerca de la esquina izquierda del cuadro. Fue destruida en 1945, o bien está perdida desde entonces.

## Historia
La obra, que se conoce también con otros nombres (San Buenaventura y santo Tomás de Aquino ante el crucifijo, o La visita de santo Tomás de Aquino a san Buenaventura), era uno de los 4 cuadros que pintó entre 1629-1630 para el Colegio de San Buenaventura en Sevilla, formando parte de una serie sobre la vida del santo para la iglesia del colegio. Sus otras 3 obras eran: Oración de san Buenaventura por la elección del nuevo papa  (Gemäldegalerie Alte Meister, Dresde), San Buenaventura en el concilio de Lyon (Museo del Louvre) y Exposición del cuerpo de san Buenaventura  (Museo del Louvre).
Fue robada del Colegio de San Buenaventura por el mariscal francés Soult durante el saqueo napoleónico de Sevilla, junto con los demás cuadros y la biblioteca del colegio. Más tarde fue parte de la colección del Kaiser Friedrich Museum de Berlín (en la actualidad llamado Museo Bode). Desapareció al final de la Segunda Guerra Mundial, en mayo de 1945, durante el saqueo e incendio de la Flakturm Friedrichshain de Berlín, a donde el cuadro había sido enviado junto a cientos de otras obras de arte con la intención de protegerlas de la destrucción de la guerra. Presumiblemente la obra está destruida pero, dada la confusión que rodeó el incendio de la Flakturm Friedrichshain, la existencia de saqueos y el comportamiento del ejército soviético, no se tiene la absoluta certeza de su destrucción.

## Descripción
La escena representa el momento en el que san Buenaventura muestra a santo Tomás de Aquino el crucifijo como fuente de todo su conocimiento, durante una vista de santo Tomás a san Buenaventura. El crucifijo aparece representado junto a los estantes de los libros, en el lugar que habrían ocupado estos si hubiera habido más, con la intención de sugerir visualmente la idea de que el crucifijo los sustituye. Delante, una mesa de trabajo con libros abiertos situada ante el crucifijo acaba por conformar la impresión de la cruz como fuente para el trabajo intelectual de san Buenaventura. Santo Tomás, acompañado en su visita por cuatro frailes franciscanos, muestra su sorpresa con su actitud corporal.
Se consideraba este cuadro como el más completo estudio realizado por Zurbarán de un espacio interior de entre todos los que pintó, con muchos elementos que podrían integrarse en un bodegón.

## La serie sobre la vida de san Buenaventura

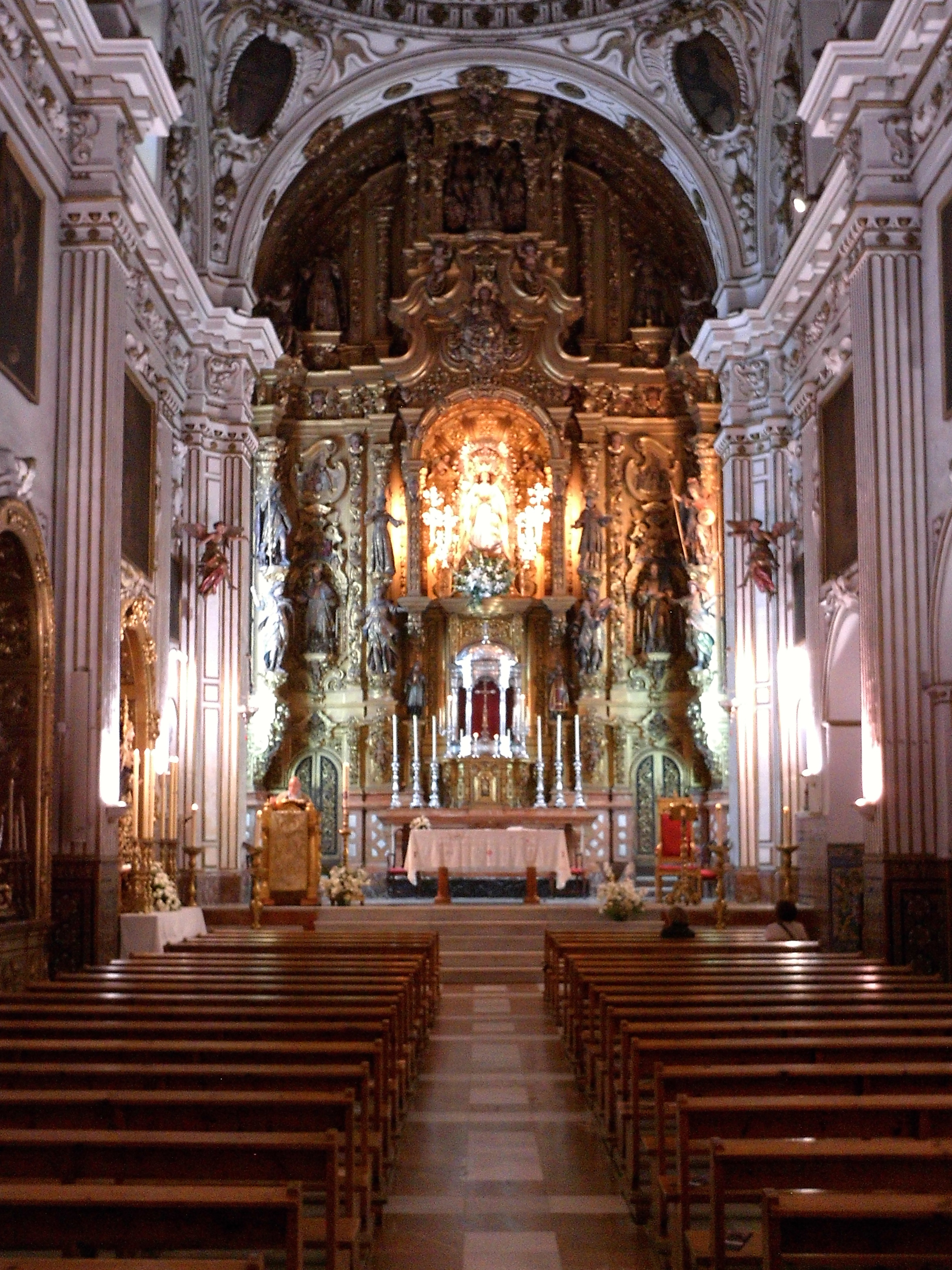
Iglesia de San Buenaventura, Sevilla. En la fotografía puede verse el emplazamiento que ocupaba originalmente el cuadro destruido, sobre el arco más cercano al altar a la derecha de la imagen, donde hoy cuelga otro cuadro

Como ya se ha mencionado, el cuadro desaparecido formaba parte de una serie dedicada a ilustrar la vida de san Buenaventura, pintada para la iglesia del colegio sevillano de ese nombre gracias a una donación recibida en 1626. La serie entera estaba formada por 8 cuadros: 4 pintados por Francisco de Herrera el Viejo (aquellos que mostraban la infancia y juventud de san Buenaventura) y los otros 4 por Zurbarán (los que mostraban escenas de la madurez y muerte del santo).
La nave de la iglesia se estructura en 4 arcos simétricos desde el presbiterio hasta el coro alto del templo. Los cuatro cuadros pintados por Herrera el Viejo (que también diseñó los estucos decorativos, de gran belleza, que recubren la bóveda y parte de la nave) se situaron sobre los 4 arcos del lado del evangelio, uno sobre cada arco; los de Zurbarán se colocaron enfrente de los de Herrera, en los cuatro arcos del lado de la epístola de la iglesia, uno sobre cada arco. Tanto los cuadros de Herrera como los de Zurbarán fueron saqueados por las tropas napoleónicas, que utilizaron la nave de la iglesia como establo, y en la actualidad solo se encuentra en España San Buenaventura recibe el hábito de San Francisco  (Museo del Prado), de Herrera el Viejo. Las otras obras de la serie realizada por Herrera fueron Santa Catalina de Alejandría apareciéndose a la familia de san Buenaventura  (Museo de la Universidad Bob Jones (Estados Unidos)), San Buenaventura niño, presentado a san Francisco (en la colección Carvallo, castillo de Villandry) y La comunión de san Buenaventura (Museo del Louvre).
Entre los cuadros de la serie pintada por Zurbarán destacaba precisamente el cuadro desaparecido en el que san Buenaventura revelaba el crucifijo a santo Tomás de Aquino, así como la Oración de san Buenaventura por la elección del nuevo papa, estructurado en una diagonal compositiva de luces y sombras reducida a lo esencial, fórmula con la que Zurbarán acostumbra a lograr sus mejores niveles. Se ha señalado que los otros dos cuadros de la serie, San Buenaventura en el concilio de Lyon y la Exposición del cuerpo de san Buenaventura, «inciden en rigideces y convencionalismos que desmerecen las calidades que el artista consigue en algunos sectores y particularmente en la fuerza expresiva que supo dar a algunos de los protagonistas».
Los cuatro cuadros tenían unas dimensiones aproximadas similares, pero el cuadro desaparecido estaba emplazado sobre un arco más ancho que los otros tres, ya que correspondía al pequeño crucero de la iglesia. Tal vez por esa razón el cuadro tenía un formato apaisado en comparación con los otros, siendo su anchura similar a la altura de los otros tres, y más bajo.
La galería que se reproduce a continuación evoca la disposición original de la serie pintada por Zurbarán vista de frente: